# Rolf Hagstrand

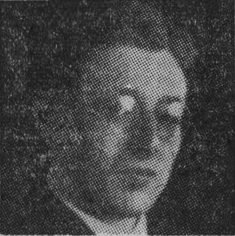
Rolf Hagstrand (1932)

Rolf Gustaf Hagstrand, född 25 april 1904 i Björkviks församling, Södermanland, död 18 november 1998 i Sankt Görans församling, Stockholm, var en svensk arkitekt. Han var gift med kommunpolitikern i Stockholm Ulla Hagstrand.

## Biografi
Rolf Hagstrand fick sin utbildning på Kungliga Tekniska högskolan (KTH) i Stockholm, med examen 1928. Hagstrand studerade sedan vid Kungliga Konsthögskolan (KKH) fram till 1932. Redan under sin akademitid fick han anställning hos arkitekten Cyrillus Johansson. Senare kom Hagstrand vara anställd hos Erik Lallerstedt och Ivar Tengbom innan han på 1930-talet startade egen arkitektverksamhet i samarbete arkitekten Birger Lindberg under namnet Hagstrand & Lindberg. Firman hörde på sin tid till de mest anlitade i Stockholm och ritade ett 50-tal byggnader. En del av byggprojekten uppfördes av byggmästaren Gösta Videgård. 
Hagstrand var en utpräglat funktionalist. Detta återspeglas exempelvis i det engelskpåverkade radhusområdet Norrskogsvägen 1-3 på Stora Essingen i Stockholm som kom till 1936 och byggdes av Gösta Videgård. Även Kungshuset, Kungsgatan i samma stad byggt 1938–1940 med en fasad i slipad, ljus kalksten  är ett tidigt exempel på svensk funkisarkitektur. Hagstrand ritade även biografen Rival vid Mariatorget i Stockholm.
Byggnader som han ritade tillsammans med partnern Lindberg var bland annat en tennishall i Katrineholm, idrottshallar i Mariestad Sandviken, Uddevalla, Lysekil, Växjö, och Nässjö, en simhall i Karlskoga och ett sjukhus i Askersund. Därtill kommer flygverkstäder på flygvapnets flottiljer och ett idrottsinstitut på Bosön, Lidingö.  
I egen regi ritade Hagstrand under  1940-, 1950- och 1960-talen en lång rad byggnader i Stockholms innerstad och Stockholms ytterområden. Bland dem kan nämnas hus för läkarförbundet på Artillerigatan, hus för kommunaltjänsteförbundet på Jungfrugatan, villor i Djursholm och Stocksund, bland annat villa Sigge Fürst i Djursholm och egen villa i Stocksund. En av hans medarbetare 1955–1959 var Sune Malmquist.
Makarna Hagstrand är begravda på Bromma kyrkogård.

## Verk i urval
- Norrskogsvägen 1-3, radhusområde på Stora Essingen, Stockholm (1936)
- Tennishallen, Karlshamn, genom Birger Lindberg (1937) [6]
- Aston Hotel med Biograf Rival, Stockholm (1937)
- Bergsgatan 22 och 24, bostads- och kontorshus, Kungsholmen, Stockholm (1938–1939)
- Kungshuset, Kungsgatan i Stockholm (1938–1940)
- Norr Mälarstrand 102, Stockholm (1938–1940)
- Biograf Orkanen, Stora Essingen, Stockholm (inredning 1938)
- Villa Hensmar, Norevägen, Djursholm (1944)
- Mandelbrödsvägen 14 och 16, Sköndal i södra Stockholm (1949–1951) [7]
- Karlahuset, Örebro, ursprungligen "Västra sjukhemmet". Invigt 1952.
- Betlehemskyrkan, Stockholm, 1952
- Gullvivan 2 i Stockholm, tillsammans med Heiner Moegelin (1972–1974)
- Esso Motorhotell Kungens Kurva (högdelen) tillsammans med H. Moegelin (1972)

## Bilder

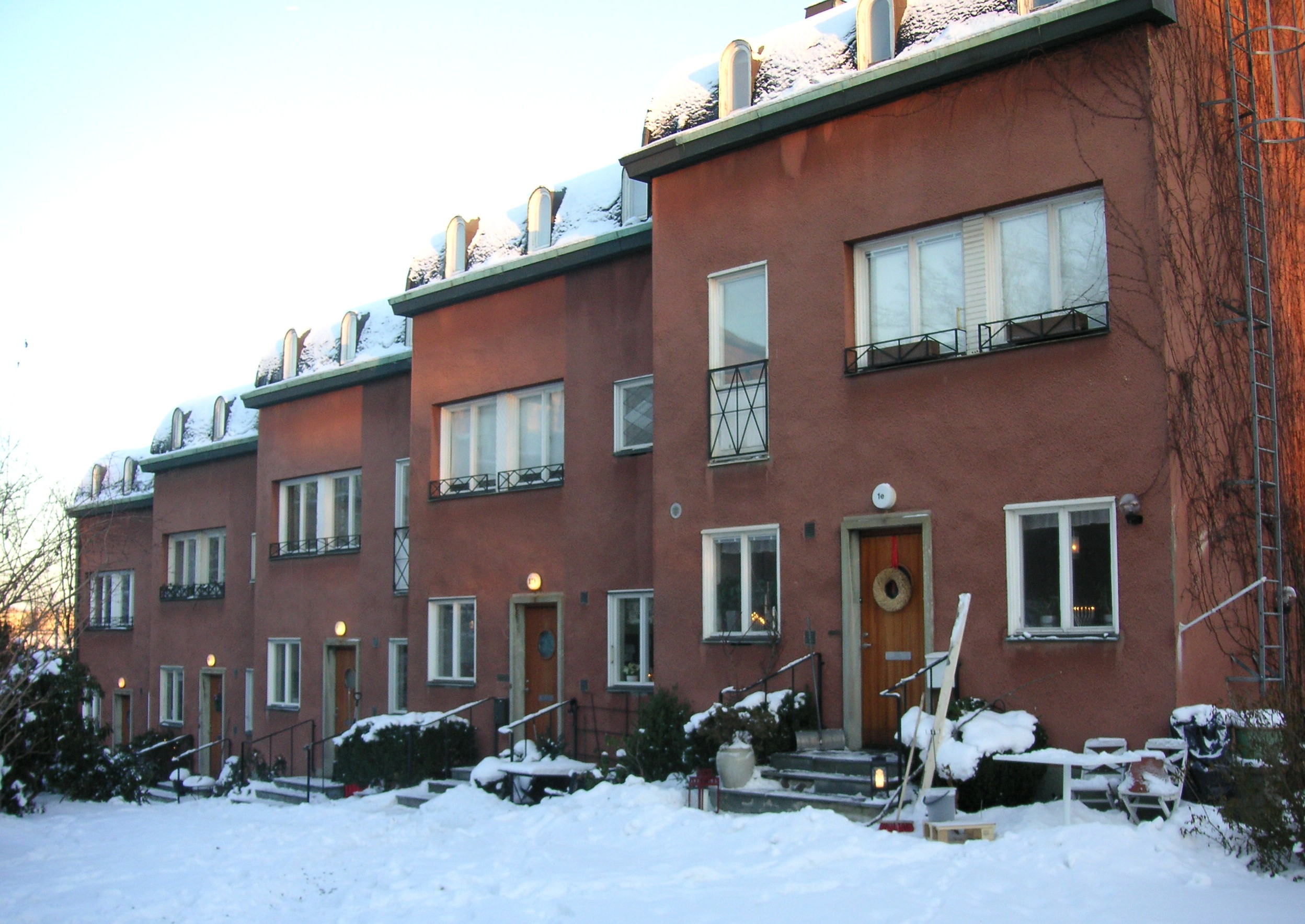
Norrskogsvägen 1-3 (1936)
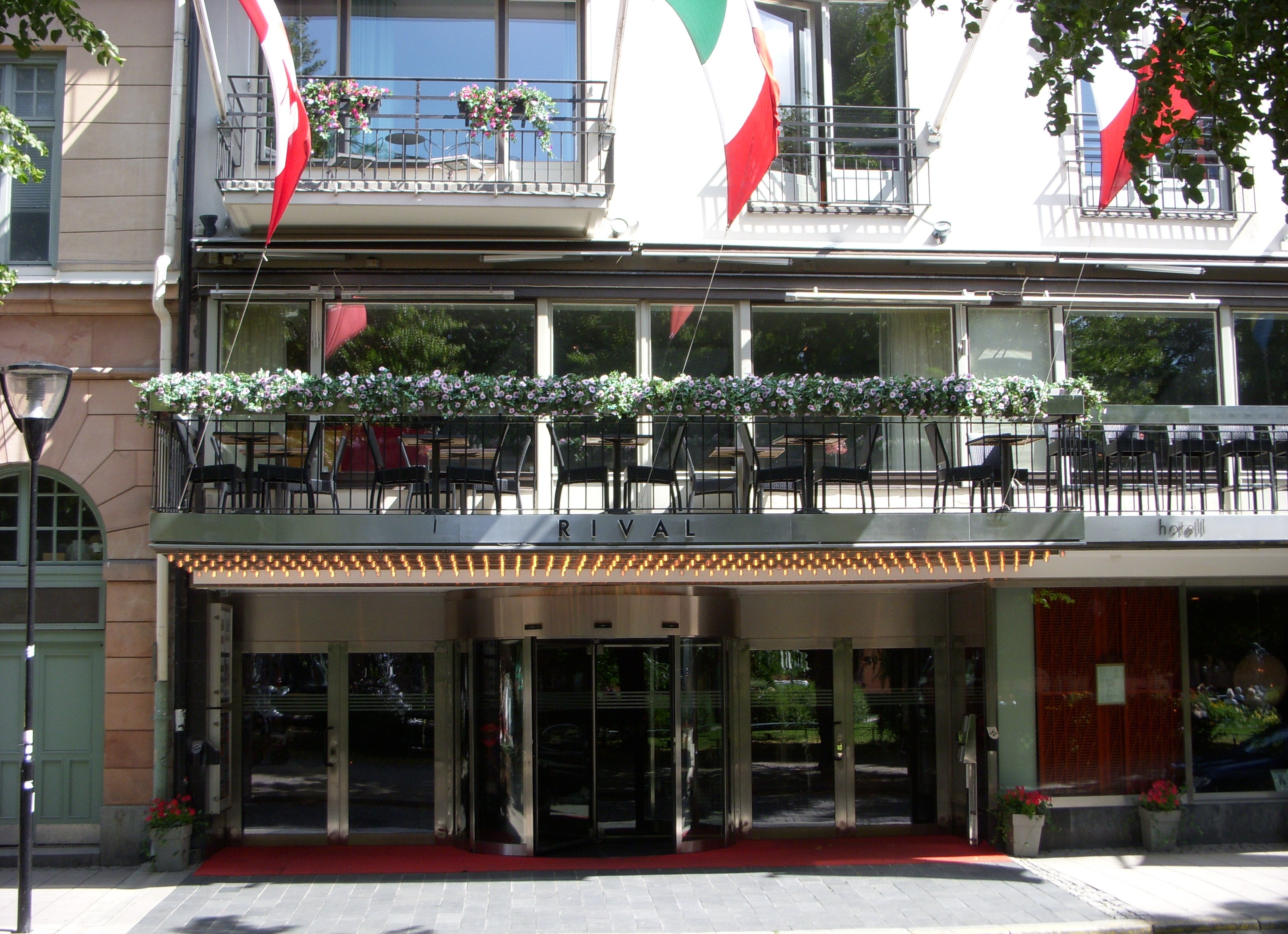
Aston Hotel och biograf Rival (1937)
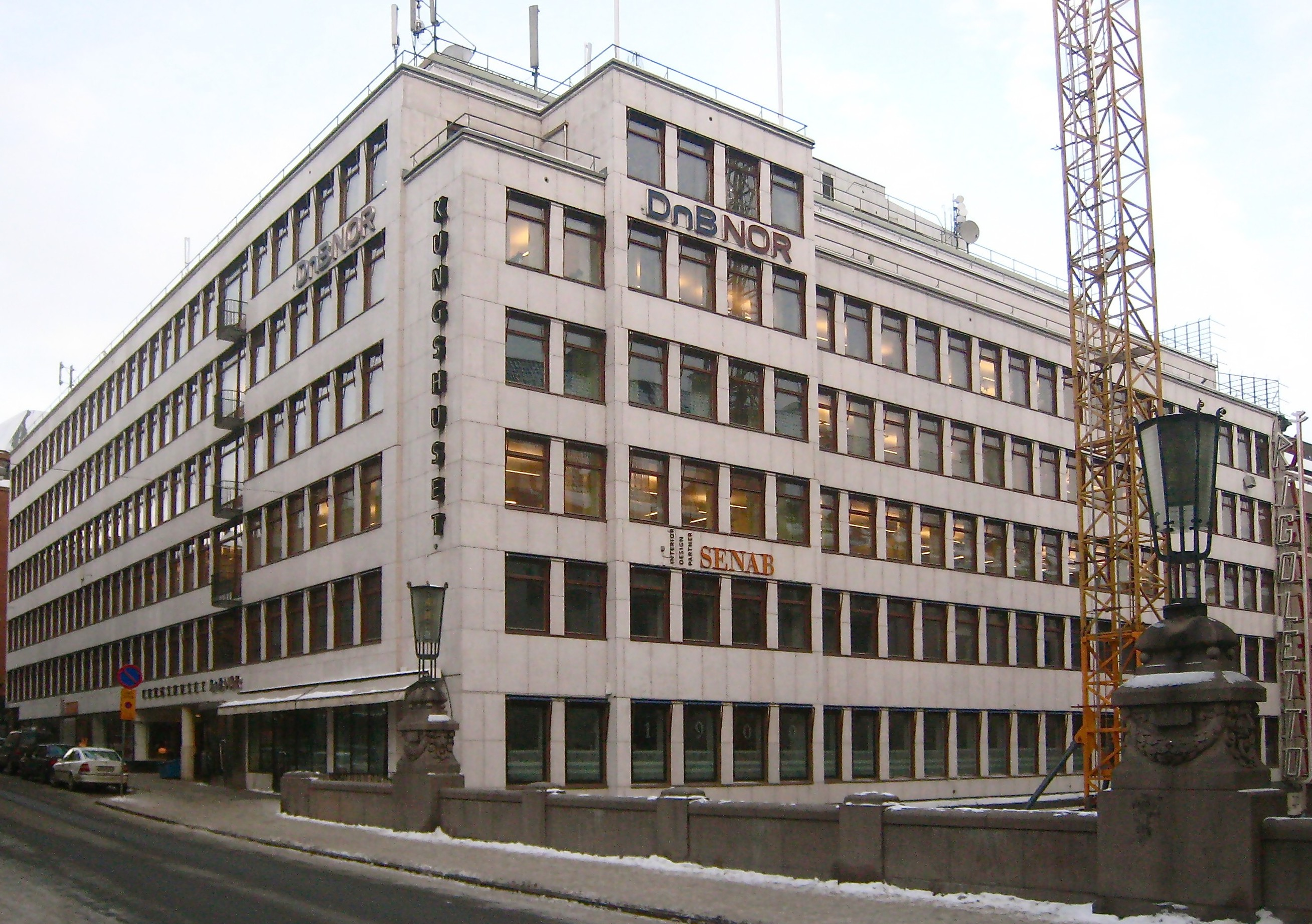
Kungshuset (1938–1940)
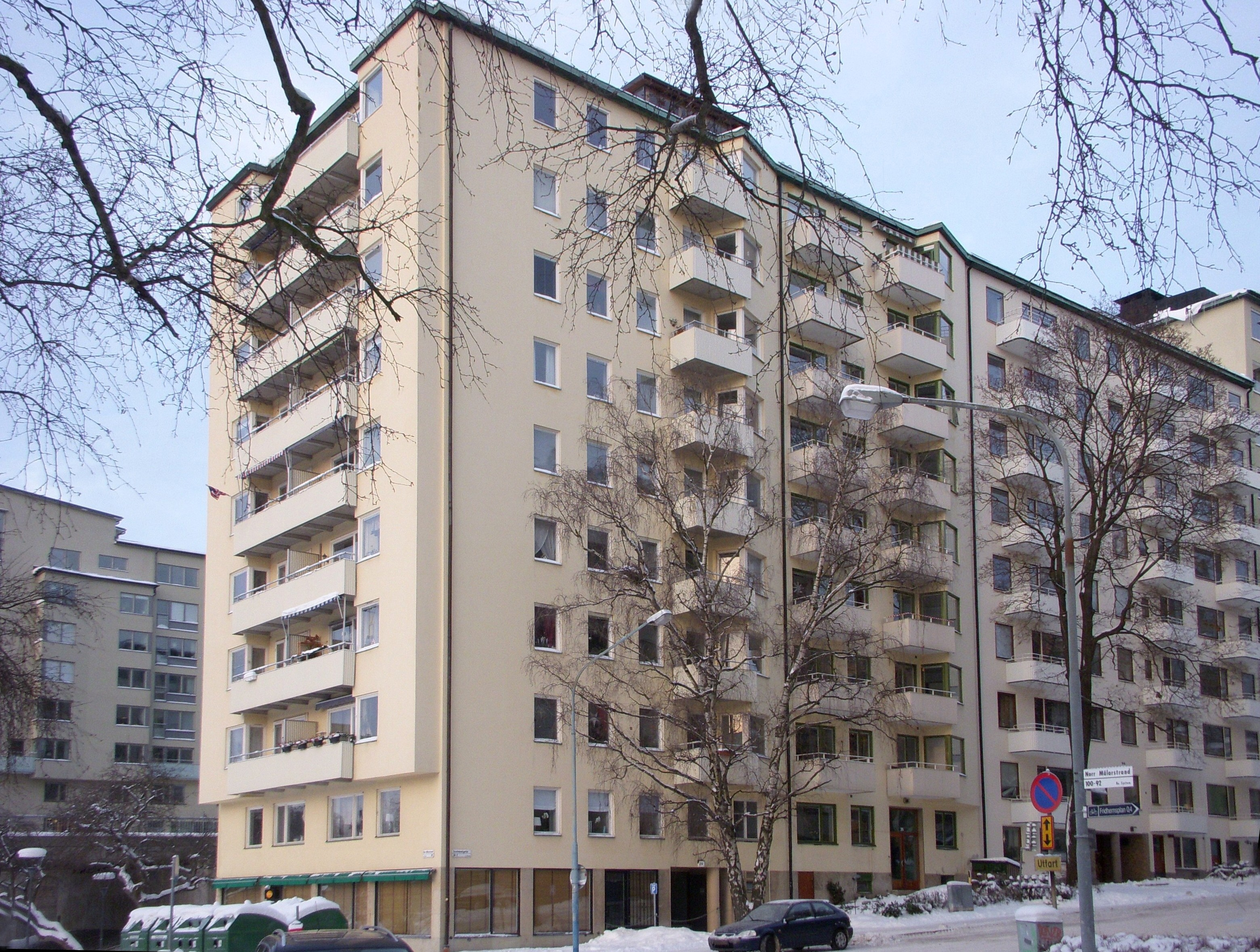
Norr Mälarstrand 102 (1938–1940)
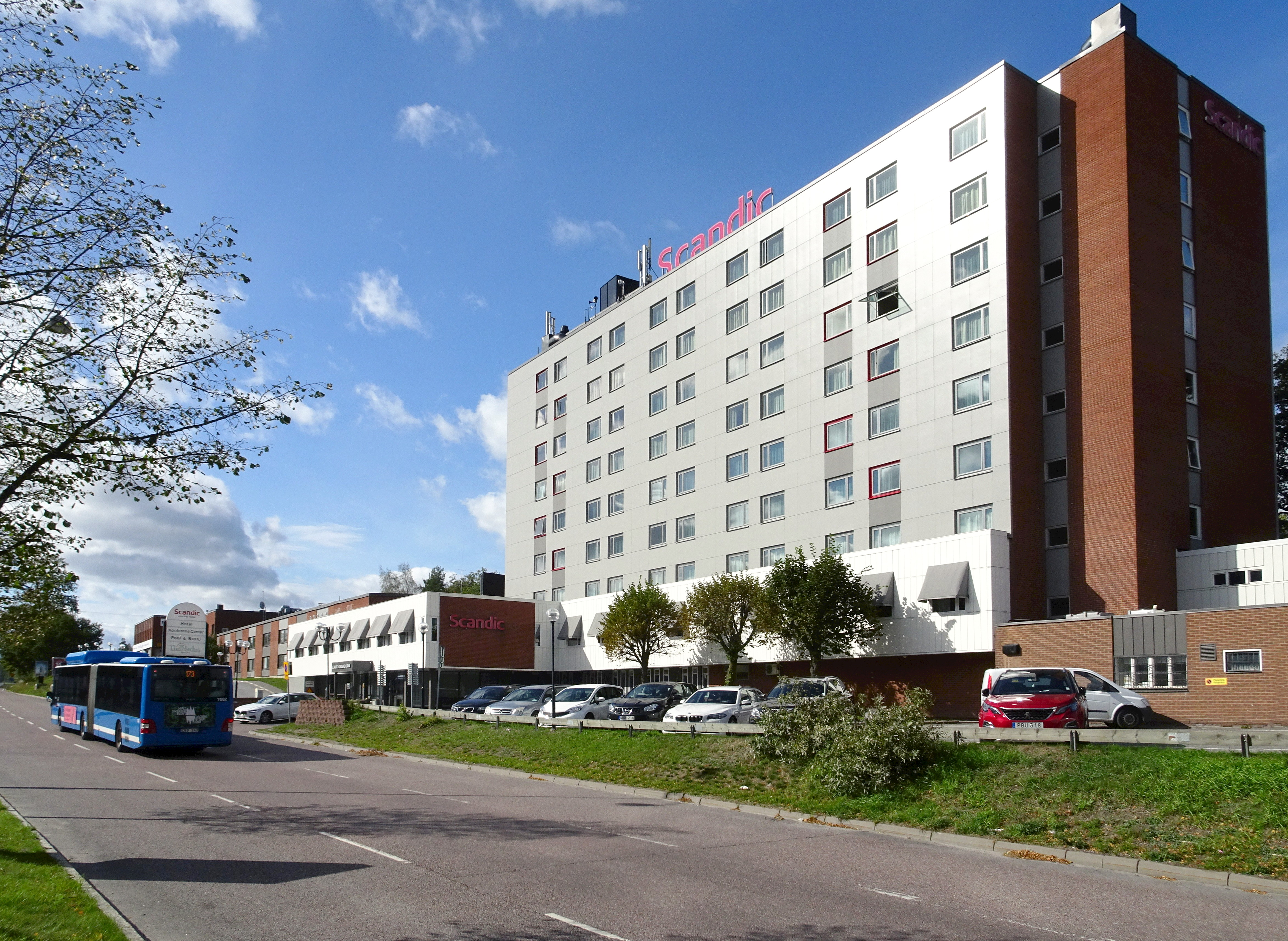
Esso Motorhotell Kungens Kurva, högdelen (1972)